# 포천중학교
포천중학교(抱川中學校)는 대한민국 경기도 포천시 신북면 가채리에 있는 공립 중학교이다.

## 학교 연혁
- 1947년 12월 24일 : 포천 공립 초급중학교 인가
- 1948년 1월 21일 : 초대 이부성 교장 취임
- 1948년 2월 1일 : 포천 공립 초급중학교 개교
- 1951년 9월 1일 : 교육법 개정 3년제 중학교
- 1953년 3월 20일 : 포천고등학교 병설, 중학병설 운영
- 1971년 3월 1일 : 포천여자종합고등학교 설립으로 여학생 이관
- 1973년 9월 1일 : 포천종합고등학교와 분리
- 1977년 4월 12일 : 오성관 신축 낙성 이전
- 1998년 2월 17일 : 역도관 개관
- 2002년 12월 31일 : 체육관 및 급식소 완공
- 2008년 5월 13일 : 급식소 증축 완공
- 2015년 9월 1일 : 경기도 혁신학교 지정
- 2018년 2월 8일 : 제68회 졸업식 200명(총 19,103명)
- 2022년 3월 1일 : 제33대 정연순 교장 취임
- 2023년 3월 2일 : 149명 신입생 입학

## 참고 자료
- 포천중학교 - 한국교육학술정보원 학교알리미